# Ctenochira oreophila
Ctenochira oreophila är en stekelart som först beskrevs av Otto Schmiedeknecht 1912.  Ctenochira oreophila ingår i släktet Ctenochira och familjen brokparasitsteklar. Inga underarter finns listade i Catalogue of Life.